# Margrete, grevinde af Anjou
Margrete, grevinde af Anjou (født 1272, død 31. december 1299) var en italiensk prinsesse, der var sønnedatter af Karl 1. af Sicilien
I Frankrig var hun grevinde i egen ret i Anjou og Maine. Dermed tilhørte hun højadelen. Hun var oldedatter af Ludvig 8. af Frankrig og Blanka af Kastilien, grandniece til Ludvig den Hellige og Alfons af Frankrig, svigerdatter til Filip 3. af Frankrig og svigerinde til Filip 4. af Frankrig.
Hendes ældste søn Filip 6. af Frankrig (1293-1369) blev fra 1328 den første konge fra Huset Valois.

## Familie
Margrete af Anjou var den første hustru til franske kongesøn Karl af Valois. De fik seks børn: 
- Isabelle af Valois (1292-1309), gift med Jean 3. af Bretagne.
- Filip 6. af Frankrig (1293-1369), fra 1328 den første konge fra Huset Valois.
- Jeanne af Valois (1294-1352), gift med Willem 3. af Holland (1306-1349), greve af Holland, Zeeland og Hainaut
- Marguerite af Valois (1295-1342), gift med Guido 1. (før 1307-1342), greve af Blois-Châtillon i Loir-et-Cher.
- Charles 2., greve af Alençon (1297-1346).
- Catherine (1299 - 1300)